# Plecia tristis
Plecia tristis är en tvåvingeart som beskrevs av Wulp 1884. Plecia tristis ingår i släktet Plecia och familjen hårmyggor. Inga underarter finns listade i Catalogue of Life.